# Roberto Serniotti
Roberto Serniotti (Turín, Italia, 1 de mayo de 1962) es un entrenador italiano de voleibol. 
Ha sido entrenador de numerosos equipos de toda Europa, entre ellos Panathīnaïkos Athlītikos Omilos, Tours Volley-Ball, M. Roma Volley, Trentino Volley, Berlín Recycling Volleys, Asseco Resovia.
Actualmente es el segundo entrenador del JTEKT Stings Aichi

## Biografía
Su carrera en la máxima categoría comenzó en 1992, como 2º entrenador del Cuneo. En el club de Cuneo permaneció ininterrumpidamente hasta 2000 (su último año como 1er entrenador), ganando numerosos trofeos nacionales e internacionales. Tras dos temporadas en Grecia, en el Panathīnaïkos Athlītikos Omilos, volvió a sentarse en el banquillo del equipo piamontés, hasta el final de la Serie A1 2002-03.
En 2003 se trasladó a Francia, sentándose en el banquillo del Tours Volley-Ball, al que llevó a la cima de los triunfos, conduciendo al equipo transalpino a la victoria en la primera y única Liga de Campeones (segunda Liga de Campeones ganada por un equipo francés), la Supercopa de Francia y dos Copas de Francia.
De 2003 a 2004, también fue segundo entrenador de la Selección de voleibol de Francia, con la que ganó la medalla de plata en la Eurocopa de 2003 y participó en los Juegos Olímpicos de Atenas 2004. De 2005 a 2007, sin embargo, fue ayudante en el banquillo de la Selección de voleibol de Italia, con la que ganó el Campeonato de Europa de 2005, la medalla de bronce en la Copa de Grandes Campeones de 2005 y la Universiada de 2005.
Su aventura transalpina se interrumpió en 2006, cuando fue contratado por el M. Roma de voleibol. El incipiente club romano, pese a su primera experiencia, no tardó en cosechar resultados de prestigio: en Italia, la final de la Copa de Italia y la Supercopa de Italia donde en ambos casos perdió 3:0 contra el fortísimo Sisley Treviso, mientras que en Europa triunfó en la Copa CEV contra el equipo belga Maaseik 3:0. Tras dos temporadas, el club decidió no renovar su pertenencia a la máxima división, y Serniotti se marchó a Rusia en el banquillo del Volejbol'nyj klub Jaroslavič.
Desde el 29 de diciembre de 2009, hasta el final del campeonato, fue el primer entrenador del Prisma Volley de Taranto.
En 2010, volvió a colaborar con la selección francesa entrenando a la Selección B.
El 21 de junio de 2010 fue contratado por el Trentino Volley, que buscaba un segundo entrenador para acompañar a Radostin Stojčev. En el banquillo del equipo trentino ganó por primera vez el campeonato italiano y la Copa del Mundo de clubes, que acabó varias veces en su palmarés. También triunfó en la Copa de Italia, la Supercopa de Italia y la Liga de Campeones.
En el verano de 2013, el club atravesó dificultades financieras, lo que le obligó a vender a muchos de sus jugadores más fuertes, como Osmany Juantorena, Matej Kazijski y Jan Štokr; entre las salidas también se encontraba la del entrenador Radostin Stojčev, que había llegado al final de su contrato. Serniotti fue ascendido a 1er entrenador del equipo, firmando la renovación de su contrato por una temporada, y como 2º llamó a Simone Roscini. Su aventura al frente del banquillo trentino duró sólo una temporada, en la que ganó la Supercopa de Italia y la medalla de bronce en el Mundial de Clubes. En la Copa de Italia fue eliminado en semifinales por el Piacenza, mientras que quedó 4º al final de la temporada regular y luego fue eliminado en cuartos de final del playoff por el Módena. En la Liga de Campeones ocuparon el primer puesto del grupo y llegaron hasta la eliminatoria a seis bandas, donde fueron derrotados tanto en la ida como en la vuelta por los rusos de Belgorod (3-0), perdiendo así el acceso a la Final Four de Ankara.
En la temporada 2015-16 fue llamado para dirigir al  Berlín Recycling Volleys, de la 1. Bundesliga alemana. Llamó como segundo al entrenador japonés Koichiro Shimbo, con quien logró excelentes resultados tanto en el ámbito nacional como en el europeo. Fue el año del "triplete": ganó la Copa CEV (el primer trofeo europeo de la historia del club), el campeonato alemán y la Copa de Alemania (un trofeo que faltaba desde hacía 15 años en Berlín). Al año siguiente, se proclamaron campeones de Alemania y llevaron al equipo alemán a la Final Four de la Liga de Campeones. Al comienzo de la temporada no pudo ganar la Supercopa de Alemania, que se llevó el equipo de Friedrichshafen, que también arrebató la Copa de Alemania ganada el año anterior por el equipo berlinés.
En el campeonato 2017-18 se convirtió en entrenador del Asseco Resovia de la Polska Liga Siatkówki, pero en diciembre de 2017 rescindió su contrato con el conjunto polaco.
En febrero de 2018 fue llamado para dirigir al Cuneo en la Serie B, regresando así a la ciudad que le lanzó como entrenador; a pesar de no ser renovado para la siguiente temporada, en diciembre del mismo año volvió a sentarse en el banquillo del Cuneo, esta vez en la Serie A2, para sustituir a Mauro Barisciani.
En la temporada 2020-21 terminó tercero en el campeonato y fue eliminado en las semifinales del playoff por el Prisma Volley, mientras que en la Copa de Italia A2/A3 alcanzó las semifinales, cayendo ante el Olimpia Bérgamo, equipo que finalmente ganó el torneo.
En el campeonato 2021-22 alcanzó la final de la Copa de Italia A2/A3, devolviendo así, 11 años después, una final de copa al Cuneo Volley frente al Conad Reggio Emilia, equipo que se impuso en casa del equipo cunés por 3 a 1, ganando la 25ª edición. Además, al final de la temporada regular volvió a quedar tercero, reconfirmando así la posición del año anterior y alcanzando esta vez la final de los playoffs, donde siempre se enfrentó al equipo de Reggio Emilia, que ganó 3 a 1 al mejor de cinco y obtuvo el pase a la SuperLega. Al expirar su contrato, al final de la temporada se separaron los caminos entre el club y el entrenador

En el verano de 2023, fue fichado por el AS Cannes Volley Ball, un equipo que jugaba en la Ligue B, que había descendido estrepitosamente el año anterior tras ganar la Ligue A, y que se había detenido en las semifinales de la eliminatoria contra el Mende Volley Lozère. En su primera temporada en la Costa Azul, consiguió terminar la temporada regular en primer lugar y ganar el campeonato al vencer al Ajaccio en la final, con lo que el equipo regresó a la Ligue A.
Al año siguiente, terminó la temporada regular en octavo lugar, clasificándose para los playoffs donde se enfrentó al Montpellier Volley en el Mejor de Cinco que terminó 3-1 a favor del ganador de la temporada regular, mientras que en la Copa de Francia alcanzó los octavos de final donde fue eliminado por el Montpellier Volley. Al expirar su contrato, el club anunció el fin de su relación laboral antes de que comenzaran los playoffs.

## Clubes
| Club                            | País     | Año       |
| ------------------------------- | -------- | --------- |
| Cuneo (2° DT)                   | Italia   | 1992-1999 |
| Cuneo                           | Italia   | 1999-2000 |
| Panathīnaïkos Athlītikos Omilos | Grecia   | 2000-2002 |
| Cuneo                           | Italia   | 2002-2003 |
| Francia (2° DT)                 | Francia  | 2003-2004 |
| Tours Volley-Ball               | Francia  | 2003-2006 |
| Italia (2° DT)                  | Italia   | 2005-2007 |
| M. Roma Volley                  | Italia   | 2006-2008 |
| Volejbol'nyj klub Jaroslavič    | Russia   | 2008-2009 |
| Prisma Taranto Volley           | Italia   | 2009-2010 |
| Francia                         | Francia  | 2010-2010 |
| Trentino Volley (2° DT)         | Italia   | 2010-2013 |
| Trentino Volley                 | Italia   | 2013-2014 |
| Berlín Recycling Volleys        | Alemania | 2015-2017 |
| Asseco Resovia                  | Polonia  | 2017-2017 |
| Cuneo                           | Italia   | 2017-2022 |
| As Cannes Volley-Ball           | Francia  | 2023-2025 |
| JTEKT Stings Aichi (2° DT)      | Japón    | 2025-     |

## Palmarés

#### Campeonatos nacionales
- Campeonato de Italia (2) : 2010/2011, 2012/2013
- Copa de Italia (4) : 1995/1996, 1998/1999, 2011/2012, 2012/2013
- Supercopa de Italia (5): 1995/1996, 1998/1999, 2001/2002, 2010/2011, 2012/2013
- Campeonato de Alemania (2) : 2015/2016, 2016/2017
- Copa de Alemania (1) : 2015/2016
- Campeonato de Francia (1) : 2023/2024
- Copa de Francia (2) : 2004/2005, 2005/2006
- Supercopa de Francia (1) : 2004/2005

#### Títulos internacionales
- Campeonato Mundial de Clubes (4) : 2010, 2011,2012, 2013
- Champions League (2): 2004/2005, 2010/2011
- Copa CEV (3): 1995/1996, 2007/2008, 2015/2016
- Recopa de Europa/Copa CEV (2): 1996-97, 1997-98
- Supercopa de Europa (2): 1996, 1997